# Ронцо-К'єніс
Ронцо-К'єніс (італ. Ronzo-Chienis, вен. Ronzo-Chienis) — муніципалітет в Італії, у регіоні Трентіно-Альто-Адідже,  провінція Тренто.
Ронцо-К'єніс розташоване на відстані близько 460 км на північ від Рима, 25 км на південний захід від Тренто.
Населення — 981 особа (2014).

## Демографія
Населення за роками:

Станом на 1 січня 2023 року в муніципалітеті офіційно проживали 62 іноземці з 17 країн, серед них 12 громадян країн Євросоюзу та 1 громадянин України.

## Сусідні муніципалітети
- Арко
- Ізера
- Морі
- Вілла-Лагарина